# Disuq
Disuq (alternativ stavning Desouk, arabiska دسوق, Disūq) är den näst största staden i guvernementet Kafr el-Sheikh i Egypten. Staden hade 106 868 invånare (2006).